# LibVNCServer
LibVNCServer und LibVNCClient sind plattformübergreifend einsetzbare C-Programmbibliotheken, die es ermöglichen, eigene Anwendungen mit VNC Server- oder Client-Funktionalität auszustatten.
Beide Bibliotheken unterstützen Version 3.8 des Remote Framebuffer Protocol und können die meisten bekannten VNC-Kodierungen verarbeiten. LibVNCClient unterstützt außerdem IPv6 und verschlüsselte Verbindungen.
Beide Programmbibliotheken stehen unter der GPL-Lizenz und lassen sich auf viele verschiedene Betriebssysteme portieren.